# Moraesita
La moraesita és un mineral de la classe dels fosfats. Va ser anomenada l'any 1953 per Marie Louise Lindberg, William T. Pecora i Aluízio Licínio de Miranda Barbosa en honor al doctor Luciano Jacques de Moraes (1896–1968), mineralogista i geòleg brasiler.

## Característiques
La moraesita és un fosfat de fórmula química Be₂(PO₄)(OH)·4H₂O. Es tracta d'una espècie aprovada per l'Associació Mineralògica Internacional, i publicada per primera vegada el 1953. Cristal·litza en el sistema monoclínic.
Segons la classificació de Nickel-Strunz, la moraesita pertany a «08.DA: Fosfats, etc, amb cations petits (i ocasionalment, grans)» juntament amb els següents minerals: bearsita, roscherita, zanazziïta, greifensteinita, atencioïta, ruifrancoïta, guimarãesita, footemineïta, uralolita, weinebeneïta, tiptopita, veszelyita, kipushita, philipsburgita, spencerita, glucina i ianbruceïta.

## Formació i jaciments
Va ser descoberta a la mina Sapucaia, situada a Sapucaia do Norte, Galiléia (Minas Gerais, Brasil). També ha estat descrita en altres indrets del Brasil, així com al Perú, els Estats Units, França, Alemanya, Finlàndia, Namíbia, Rússia i Austràlia.